# Городская усадьба Куракиных
Не путать с усадьбой Куракиных на Старой Басманной
Усадьба князей Куракиных на Новой Басманной — двухэтажный жилой особняк эпохи классицизма, расположенный в Москве по адресу: Новая Басманная улица, дом 4, корпус 6, строение 2. Построен в 1790-е годы рядом с Куракинской богадельней. Объект культурного наследия федерального значения.

## История
Усадьба князя Степана Борисовича Куракина (1754—1805) стала завершающим элементом усадебного ансамбля Куракиных в Басманной слободе, в который также входили Куракинская богадельня (Странноприимный дом) и снесённая в советское время  церковь Николая Чудотворца.
Существующее здание построено на месте деревянного дома, принадлежавшего матери Степана Борисовича, княгине Елене Степановне Куракиной. Наряду с особняком в Басманной Слободе, князь также владел загородными усадьбами, как, например, Алтуфьево и Степановское-Волосово.
Строительство нового особняка было приурочено к женитьбе 21-летнего князя Степана Борисовича Куракина на Наталье Петровне Нарышкиной (1758—1825), племяннице фельдмаршала Н. В. Репнина. Предполагают, что строительство началось между 1789 и 1792 годами, когда С. Б. Куракин после отставки с военной службы окончательно обосновался в Москве, став начальником Экспедиции кремлёвского строения в чине тайного советника.
После смерти в 1811 году вдовы князя Степана Куракина усадьба перешла в собственность близлежащего куракинского Странноприимного дома. Вплоть до 1902 года доходный дом сдавался в наём, а арендная плата перечислялась на содержание этого богоугодного заведения. Бывший дом князя Степана Борисовича — одно из нескольких зданий на Басманной, не пострадавших во время пожара 1812 года.

## Архитектура
Пользуясь служебным положением, князь привлекал для работы наиболее известных архитекторов того времени. Матвей Фёдорович Казаков включил «Дом тайного советника и святая Анны кавалера, князя Степана Борисовича Куракина за Красными воротами, в приходе Петра и Павла» в один из своих архитектурных альбомов, в которых собирал лучшие проекты московского классицизма.

Искусствовед И. Пилишек так описывает дом Куракина: 
Сам дом сравнительно невысок; над сводчатым цокольным этажом находится основной этаж с высокой парадной анфиладой по главному фасаду и обширным залом, выходящим во двор. Над небольшими комнатами в дворовых ризалитах устроен антресольный этаж.Главный фасад обработан в приемах зрелого классицизма — с пилястровым портиком в центре и сложными оконными обрамлениями. Характерной и крайне ценной особенностью дома Куракина является обилие скульптурных рельефов очень высокого качества, украшающих уличный фасад и стены парадного зала.  Скульптурные горельефы размещены над окном второго этажа. Дворовые фасады скульптурных украшений не имеют. Нижний этаж рустован.
Особняк Куракиных представляет ценность и как один из немногих сохранившихся «геральдических» домов Москвы: в центре фронтона помещён герб Куракиных в окружении военной символики.
Дом постепенно достраивался и украшался. В 1802 году за ним было построено два полукруглых флигеля. Вместе с дворовыми ризалитами, они образуют полукруглую площадку перед входом в сад. В саду устраивались приёмы и праздники, здесь проходили представления домашнего театра.
Общее архитектурное решение комплекса продиктовано его расположением на узкой и весьма оживлённой в то время улице. Здание практически вплотную примыкало к госпиталю, со стороны которого находился парадный въезд на территорию. По краям усадьбы оставлены только узкие проезды.

## Интерьер
Внутренняя отделка здания продолжалась на протяжении многих лет, что, по всей видимости, было связано с финансовыми затруднениями князя. В феврале 1795 г. князь Степан Куракин писал своему брату Александру:
Скажу вам, что весьма мне хочется свой дом отделать к вашему приезду и позвать вас к себе на новоселье, если нам обоим будет на это время, но весьма боюсь я, что по неимению времени самому за всем смотреть и по недостатку в деньгах, я в своем намерении не успею.
Интерьеры усадьбы отличались пышным убранством. Интерьеры украшали многочисленные горельефы и барельефы с изображениями античных сюжетов, авторство которых приписывается скульпторам Ф. Гордееву и Г. Замараеву. Парадный зал обрамляли пилястры. Одна из торцевых стен зала была оформлена декоративной нишей, перед которой стояло две пары парадных декоративных колонн. Помещение за этой стеной, возможно, служило местом размещения музыкантов. Первый этаж занимали служебные помещения и парадные комнаты. Великий князь Николай Михайлович писал:
Князь вёл роскошный образ жизни, любил радушно принимать у себя гостей, и высшее московское общество охотно посещало его великолепный дом у Красных ворот, наполненный толпой дворовых и всяких прихлебателей.

## Современное состояние
В настоящее время здание княжеской усадьбы занимает Центральная научно-техническая библиотека ОАО «Российские железные дороги».

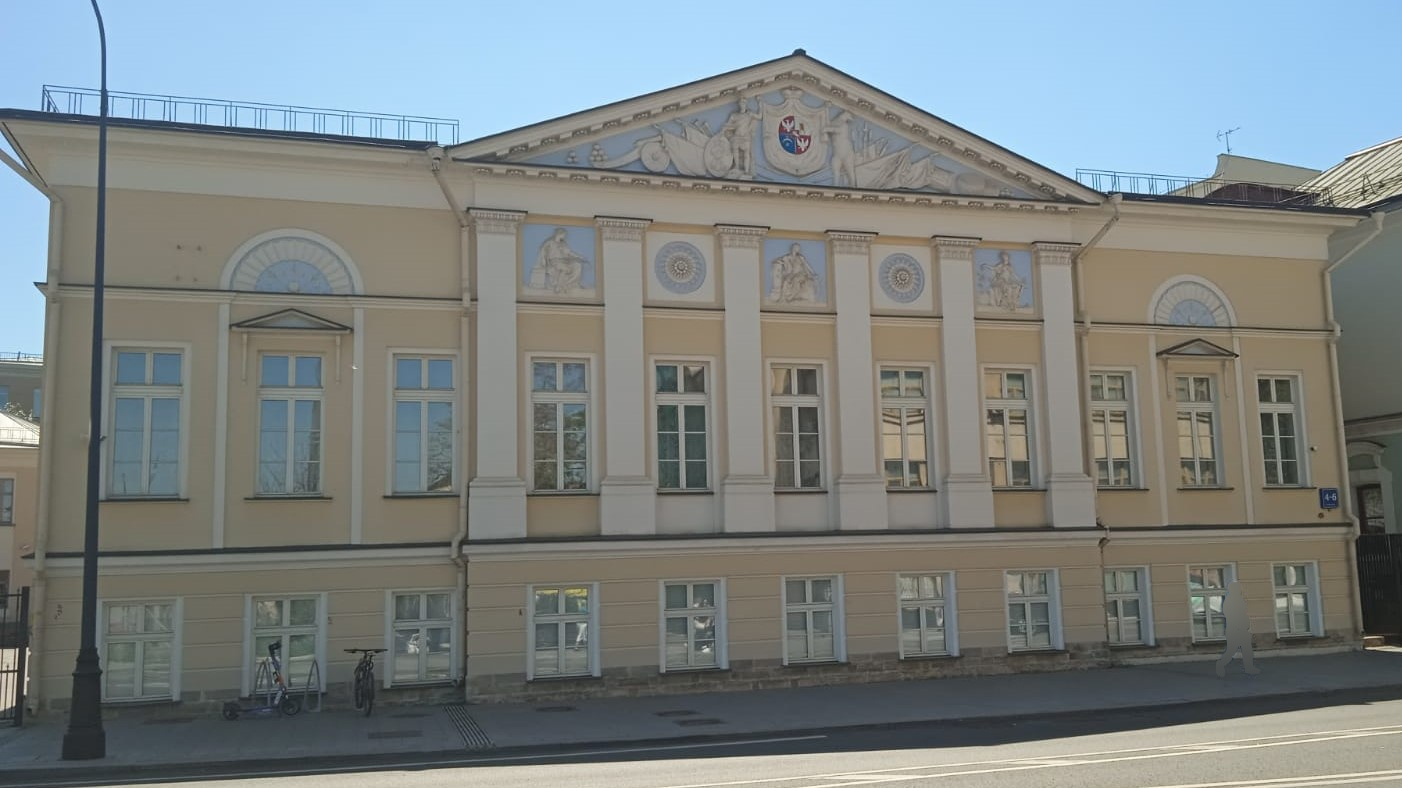
Современный вид усадьбы (июль 2024 года)

В 2011-2014 годах по заказу ОАО «Росжелдорпроект» была проведена реставрация дома Куракина. На основе подробного описания проекта и старинным чертежам из вышеупомянутого альбома Казакова удалось восстановить первоначальную планировку здания и часть элементов внутреннего убранства. В частности, воссозданы утраченные колонны и маршевая лестница, часть зала анфилады с нишей и балкон, скульптурные печи с изразцами, элементы декора покоев и парадного зала, художественная роспись потолков.
Также был отремонтирован фасад здания исправлена ошибка советских реставраторов, поставивших в щитке Георгия Победоносца (герб Москвы) — теперь в щитке, как и положено, располагается герб «Погоня» (герб Великого княжества Литовского, присутствующий в официально утверждённом гербе князей Куракиных).